# Andreï Nekrassov
Pour les articles homonymes, voir Nekrassov.
Andreï Lvovitch Nekrassov (en russe : Андре́й Льво́вич Некра́сов), né en 1958 à Leningrad, est un scénariste et réalisateur soviétique puis russe, ancien assistant d'Andreï Tarkovski.

## Biographie
Andreï Nekrassov est un opposant au gouvernement de Vladimir Poutine.
Son documentaire The Magnitsky Act -- Behind The Scenes revient sur l'affaire Bill Browder-Sergueï Magnitski dont lequel il innocente la Russie[pas clair]. La diffusion du documentaire au Parlement européen est annulée sous pression de Bill Browder et de plusieurs députés européens. La chaîne franco-allemande Arte, qui devait le diffuser le 3 mai 2016, l'a supprimé de sa grille des programmes.

## Filmographie

### Scénariste
- 1991 : L'Enfant prodigue («Блудный сын», 95 min)
- 1997 : L'Amour est aussi fort que la mort («Сильна как смерть любовь», fiction, 100 min)
- 2001 : Amour et autres cauchemars («Любовь и другие кошмары», fiction, 100 min)
- 2004 : Méfiance («Недоверие», fiction, 105 min)
- 2007 : Rebellion: l'affaire Litvinenko («Бунт: случай Литвиненко», documentaire, 105 min)

### Réalisateur
- 1987 : A chacun sa Russie (Каждому — своя Россия, film TV, 75 min)
- 1988 : The millennium of incredible faith (Amaranthos, la TV grec, Grèce, 60 min)
- 1989 : Raising the curtain (SIGNALS series Channel 4, Royaume-Uni, 25 min)
- 1990 : Pasternak (Пастернак, film TV, 90 min)
- 1991 : L'Enfant prodigue (Блудный сын, 95 min)
- 1993 : Springing Lenin (Ленин на колёсиках, 25 min)
- 1997 : L'Amour est aussi fort que la mort (Сильна как смерть любовь, fiction, 100 min)
- 2000 : Récits d'enfants : La Tchétchénie (Детские рассказы: Чечня, film TV, 20 min)
- 2001 : Amour et autres cauchemars (Любовь и другие кошмары, fiction, 100 min)
- 2003 : The hero of our times (Dreamscanner productions, 104 min)
- 2004 : Méfiance (Недоверие, fiction, 105 min)
- 2007 : Rebellion : l'affaire Litvinenko, aussi Litvinenko : empoisonnement d'un ex agent du KGB (Бунт: случай Литвиненко, documentaire, 105 min)
- 2007 : Mon ami Sacha : un crime très russe (Мой друг Саша: очень русское убийство, film TV, 52 min)
- 2010 : Russian Lessons (documentaire)
- 2012 : Farewell Comrades ! en français : Adieu camarades !  (documentaire sur la chute du rideau de fer)
- 2016 : The Magnitsky Act - Behind The Scenes (documentaire)

## Récompenses
- Prix de l'Unesco au Festival de Cannes, 1993 (Springing Lenin)
- Prix de la FIPRESCI au Festival de Mannheim-Heidelberg, 1997 (L'Amour est aussi fort que la mort)
- Prix spécial du jury au Festival Kinotavr, 1997 (L'Amour est aussi fort que la mort)
- Prix spécial du jury au Festival de cinéma russe de Moscou, 2001 (Amour et autres cauchemars)
- Prix du meilleur documentaire au Festival de Karachi, 2004 (Méfiance)